# Барратт, Майкл Рид
Майкл Рид Барратт (англ. Michael Reed Barratt) — американский врач и астронавт НАСА. 316 астронавт США и 493 космонавт мира. Совершил три космических полёта на Международную космическую станцию: первый полёт в 2009 году в качестве «бортинженера корабля Союз ТМА-14» и космических экспедиций МКС-19 и МКС-20, второй полёт в 2011 году специалистом по программе полёта экипажа шаттла Дискавери STS-133. Общая продолжительность полётов составила 211 суток 11 часов 46 минут 13 секунд. Совершил два выхода в открытый космос.
4 марта 2024 года стартовал в качестве пилота в составе экипажа миссии SpaceX Crew-8 на американском частном многоразовом космическом корабле Crew Dragon компании SpaceX c помощью тяжелой ракеты-носителя Falcon 9 к Международной космической станции. Участник космических экспедиций МКС-70/МКС-71.

## Биография
Майкл Барратт родился 16 апреля 1959 года в Ванкувере, штат Вашингтон. Детство провёл в Кэмэсе (англ. Camas), округ Кларк (штат Вашингтон), который считает родным городом. В 1977 году после окончания школы, Майкл поступает в Вашингтонский университет, где в 1981 году получает степень бакалавра (англ. Bachelor of Science, B. S.) по зоологии.
В 1985 году Барратт получает степень доктора медицины (англ. Doctor of Medicine, M. D.) в Северо-западном университете (Иллинойс). В этом же университете Майкл стажировался по медицине внутренних органов вплоть до 1988 года. Затем, до 1989 года, Барратт работает главным специалистом в госпитале ветеранов (англ. Veterans Administration Lakeside Hospital), Чикаго.
С 1989 по 1991 год Майкл Барратт стажировался по аэрокосмической медицине в университете Дейтона (англ. Wright State University).

## Работа в НАСА
С мая 1991 года по июль 1992 года Барратт работал в отделе поддержания жизнеобеспечения (англ. Health Maintenance Facility Project) разработчиком подсистем давления и вентиляции для космической орбитальной станции «Свобода» в в КЦ им. Линдона Джонсона. С июля 1992 года по январь 1994 года работал хирургом в отделе медицинского обеспечения полётов шаттла.
В июле 1993 года Барратт, в числе первых американцев (три представителя НАСА), был свидетелем возвращения космического корабля «Союз-ТМ-16» (необходимо было оценить возможности «Союзов» для процедуры возвращения экипажей МКС). С начала 1994 года, в течение 12 месяцев, Барратт работал в Центре подготовки космонавтов им. Ю. А. Гагарина по совместной американо-российской космической программе «Мир — Шаттл».
С июля 1995 года по июль 1998 года Барратт возглавлял отдел медицинского обеспечения МКС, занимался разработкой требований к медицинскому оборудованию для МКС, включая согласование медицинских требований и стандартов всех партнеров МКС. С июля 1998 года (до своего зачисления в отряд NASA) Майкл был хирургом первого экипажа МКС.
Майкл Барратт является пилотом-любителем, имеет лицензию НАСА и квалификацию для полётов на T38 «Тэлон».

### Космическая подготовка
26 июля 2000 года Майкл Барратт был зачислен в отряд астронавтов 18-го набора, и по окончании полного курса космической подготовки (ОКП), получил квалификацию специалиста полёта и назначение в Отделение управления станции Отдела астронавтов (англ. Astronaut Office Station Operations Branch), где до назначения в экипаж работал на различных технических должностях.
В октябре 2004 года участвовал в Миссии НАСА по операциям в экстремальной окружающей среде (NEEMO 7). Среди задач этой миссии была проверка технологий и процедур для удалённой хирургии, а также использование виртуальной реальности для телемедицины.
С 29 по 31 января 2006 года Барратт в составе условного экипажа, вместе с Олегом Артемьевым и Сандрой Магнус, участвовал в двухсуточном экзамене на умение выжить в безлюдной местности в случае аварийной посадки спускаемого аппарата (экзамен проходил в лесах Подмосковья).
«13 февраля 2007 года Майкл был утверждён в качестве дублёра бортинженера корабля Союз ТМА-13» и экипажа 18-й экспедиции на МКС (старт которых был запланирован на октябрь 2008 года). В августе 2007 года Барратт был назначен в основной экипаж 19-й экспедиции на МКС (старт на корабле «Союз ТМА-14» в марте 2009 года), а 12 февраля 2008 года утверждён официально.
18—19 сентября 2008 года в ЦКП (вместе с Геннадием Падалкой и космическим туристом Ником Хали) Майкл сдал предполётные экзамены в качестве дублирующего экипажа «Союза ТМА-13». 3—4 марта 2009 года Майкл Барратт, Геннадий Падалка и Чарльз Симони (седьмой космический турист) сдали предполётные экзамены в качестве основного экипажа посещения.

### Первый полёт
«26 марта 2009 года Майкл Барратт стартовал в свой первый космический полёт, в качестве бортинженера корабля Союз ТМА-14» и бортинженера 19 и 20 основных экспедиций МКС.
Во время полёта, Барратт совершил два выхода в открытый космос (оба выхода в паре с Геннадием Падалкой):
- 5 июня, продолжительностью 5 часов 32 минуты. Основными задачами выхода были установка антенн радиотехнической системы «Курс» (блоки 4АО-ВКА, АР-ВКА и 2АР-ВКА) на зенитный порт служебного модуля «Звезда» и подключение кабелей к ним, с последующим контролем установки[2].
- 10 июня, продолжительностью 12 минут. Входе выхода была установлена крышка на зенитном стыковочном агрегате переходного отсека служебного модуля «Звезда» (тем самым был подготовлен причал для стыковки российского модуля МКС «Поиск»)[3].

11 октября 2009 года Барратт совершил посадку на корабле «Союз ТМА-14» вместе с Геннадием Падалкой и космическим туристом Ги Лалиберте.
Общая продолжительность полёта составила 198 суток 16 часов 42 минуты и 22 секунды.

### Второй полёт
19 сентября 2009 года Майкл Барратт был назначен специалистом полёта в экипаж шаттла Дискавери STS-133.
Запуск STS-133 состоялся 14 февраля 2011 года. Стыковка шаттла с МКС осуществлена 26 февраля. 7 марта шаттл отстыковался от МКС и отправился в автономный полёт. Посадка шаттла Дискавери была произведена 9 марта на полосу 15 Космического центра имени Кеннеди на мысе Канаверал. Длительность полёта: 12 суток 19 часов 3 минуты 53 секунды.
Суммарная продолжительность полётов составила 211 суток 11 часов 46 минут.

### Третий полёт
4 марта 2024 года в 6:53 (мск) отправился в качестве пилота на МКС в рамках миссии SpaceX Crew-8. Запуск космического корабля Crew Dragon с миссией SpaceX Crew-8 осуществлён с помощью ракеты-носителя Falcon 9 со стартовой площадки 39A Космического центра имени Кеннеди НАСА в штате Флорида. 5 марта в 10:28 мск корабль Crew Dragon причалил к узловому модулю «Гармония» американского сегмента МКС.
Статистика
| # | Стартовый корабль         | Старт, UTC               | Экспедиция             | Корабль посадки           | Посадка, UTC            | Налёт                        | Выходы в открытый космос | Время в открытом космосе |
| - | ------------------------- | ------------------------ | ---------------------- | ------------------------- | ----------------------- | ---------------------------- | ------------------------ | ------------------------ |
| 1 | Союз ТМА-14               | 26.03.2009, 11:49        | Союз ТМА-14, МКС-19/20 | Союз ТМА-14               | 11.10.2009, 04:31       | 198 суток 16 часов 42 минуты | 2                        | 5 часов 6 минут          |
| 2 | Дискавери STS-133         | 24.02.2011, 21:53:24 UTC | Дискавери STS-133      | Дискавери STS-133         | 9.03.2011, 16:57:17 UTC | 12 суток 19 часов 04 минуты  | 0                        | 0                        |
| 3 | Crew Dragon SpaceX Crew-8 | 04.03.2024, 3:53 UTC     | МКС-70/71              | Crew Dragon SpaceX Crew-8 |                         |                              |                          |                          |
|   |                           |                          |                        |                           |                         | 211 суток 11 часов 46 минут  | 2                        | 5 часов 6 минут          |

## После полётов
С января 2012 года по апрель 2013 года Барратт был руководителем Программы исследований человека в Космическом центре имени Линдона Джонсона НАСА, занимаясь исследованием и снижением рисков для здоровья и производительности, связанных с длительными полётами человека в космос.

## Награды
- Медаль «За заслуги в освоении космоса» (12 апреля 2011 года) — за большой вклад в развитие международного сотрудничества в области пилотируемой космонавтики[9].

## Личная жизнь
Женат, пятеро детей. Увлечения: семейные и церковные мероприятия, писательское дело, парусный спорт, реставрация и ремонт лодок, айкидо и международные космические мероприятия.